# Alava
Pour les articles homonymes, voir Araba.
L'Alava (officiellement Araba/Álava), dans le nord de l'Espagne, est l'une des trois provinces de la communauté autonome du Pays basque et l'une des sept provinces historiques du Pays basque, héritière de l'ancienne seigneurie de Biscaye.
Sa capitale, Vitoria-Gasteiz, est aussi le siège des principales institutions de la communauté autonome du Pays basque.

## Géographie
La province de l'Alava est située dans le sud du Pays basque. Sa capitale est Vitoria-Gasteiz. 
D'une superficie de 2 963 km2, elle est bordée au nord par la province de Biscaye, au nord-est par le Guipuscoa, à l'est par la Navarre, au sud par La Rioja et à l'ouest par la province de Burgos.
Sur le territoire d'Alava se trouve une enclave qui appartient à la province de Burgos (communauté autonome de Castille-et-Leon), le comté de Treviño (en espagnol Condado de Treviño), sujet à controverse.
Les dénominations officielles dans les deux langues sont : Arabako Probintzia. Arabako Lurralde Historikoa / Provincia de Álava. Territorio histórico de Álava.

Vues de l'Alava
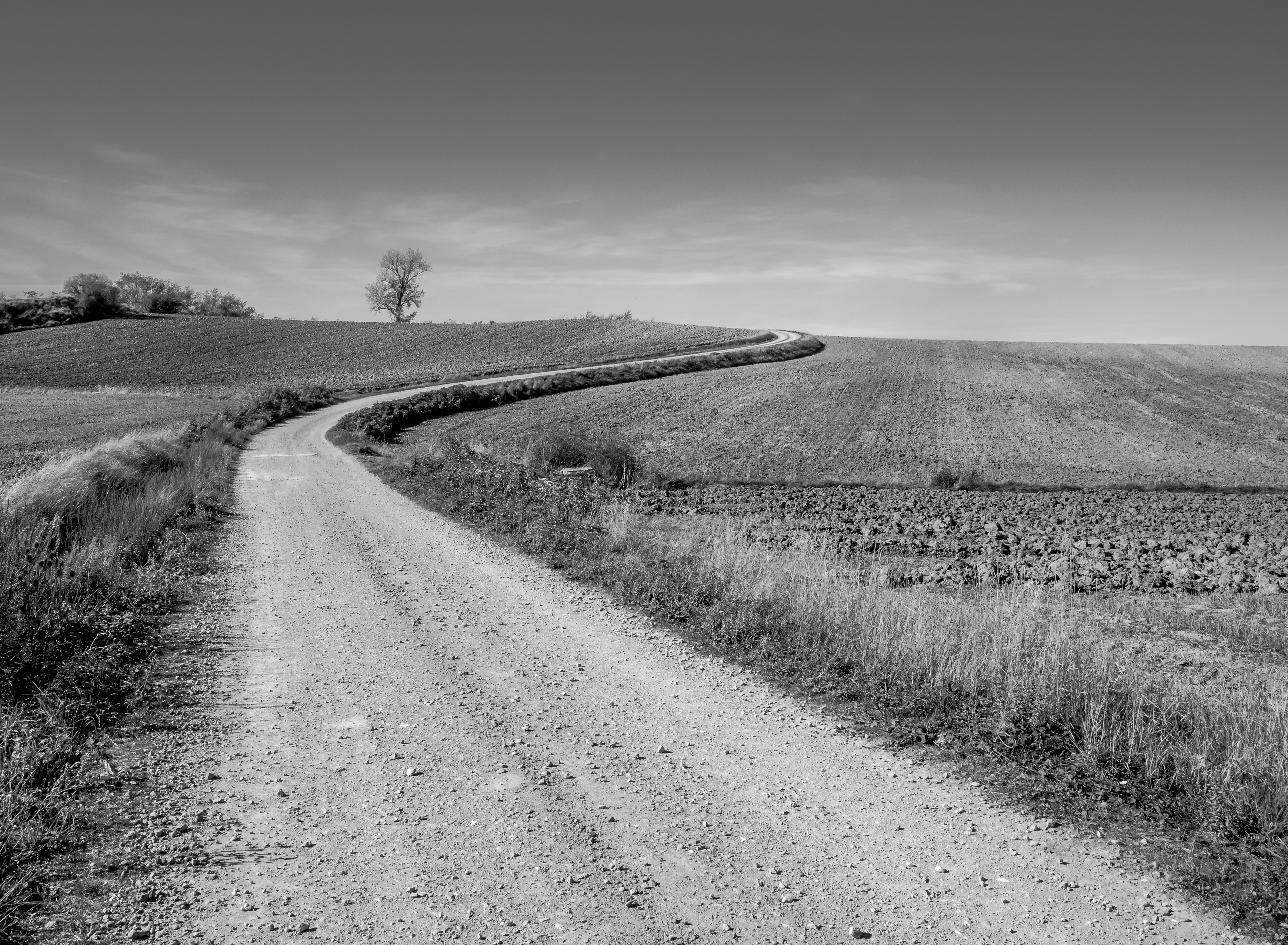
Le GR 25 entre Egileta, Hijona et Ullíbarri de los Olleros (2016).
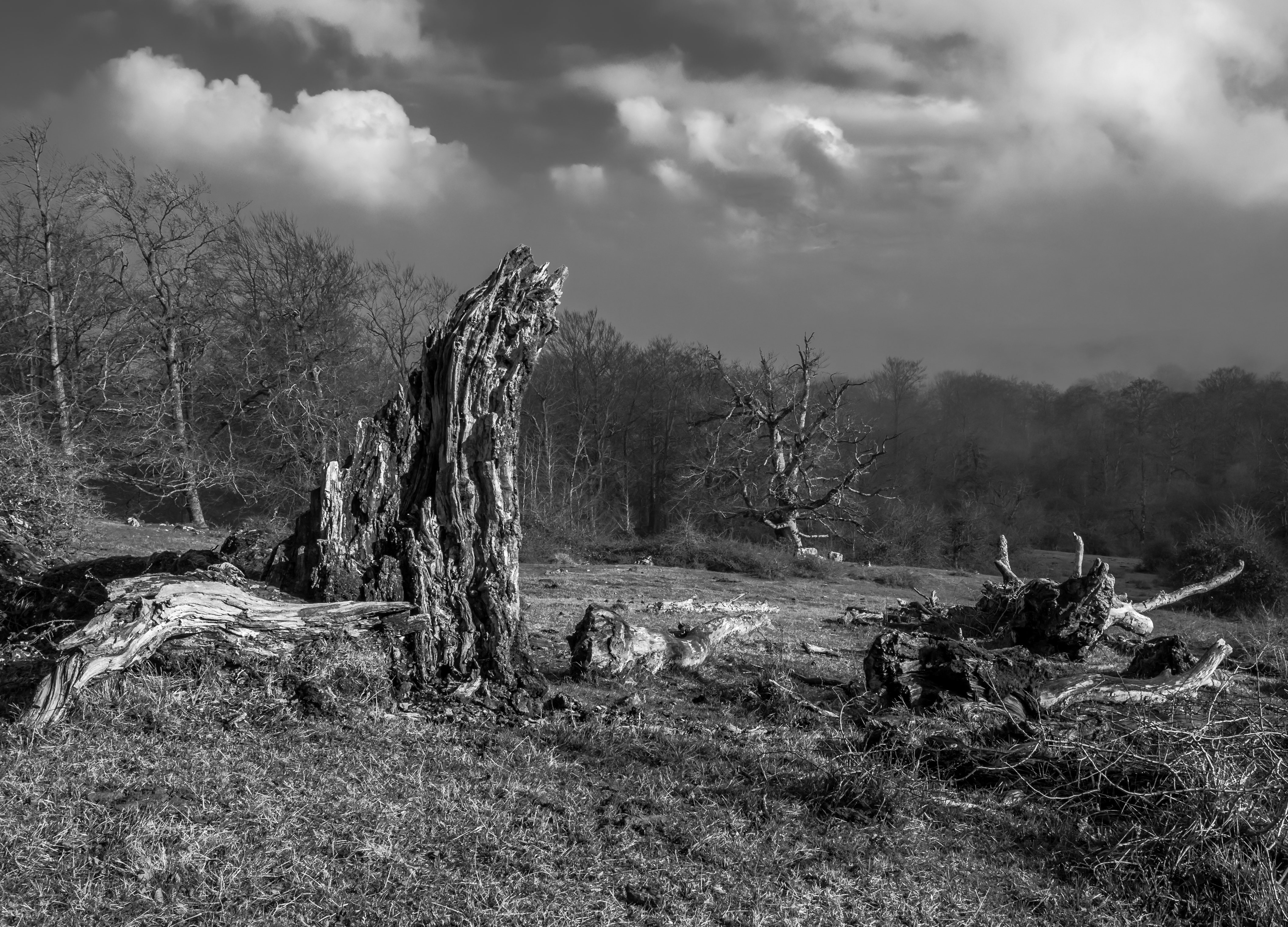
Souches d'hêtre commun dans les montagnes de Iturrieta (2016).

### Hydrographie
Bassin versant de l'Èbre

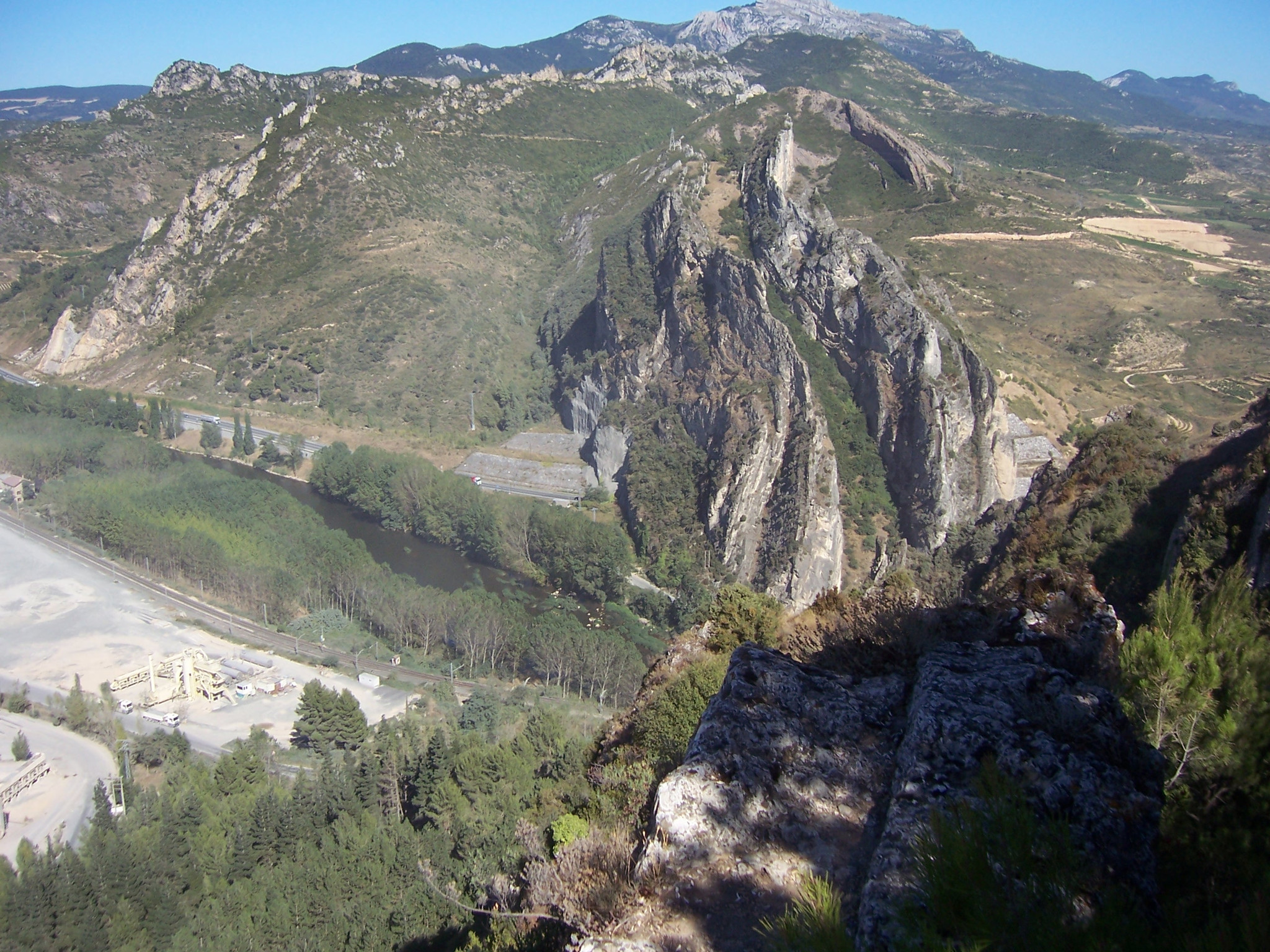
La passe des « Coquilles de Haro »

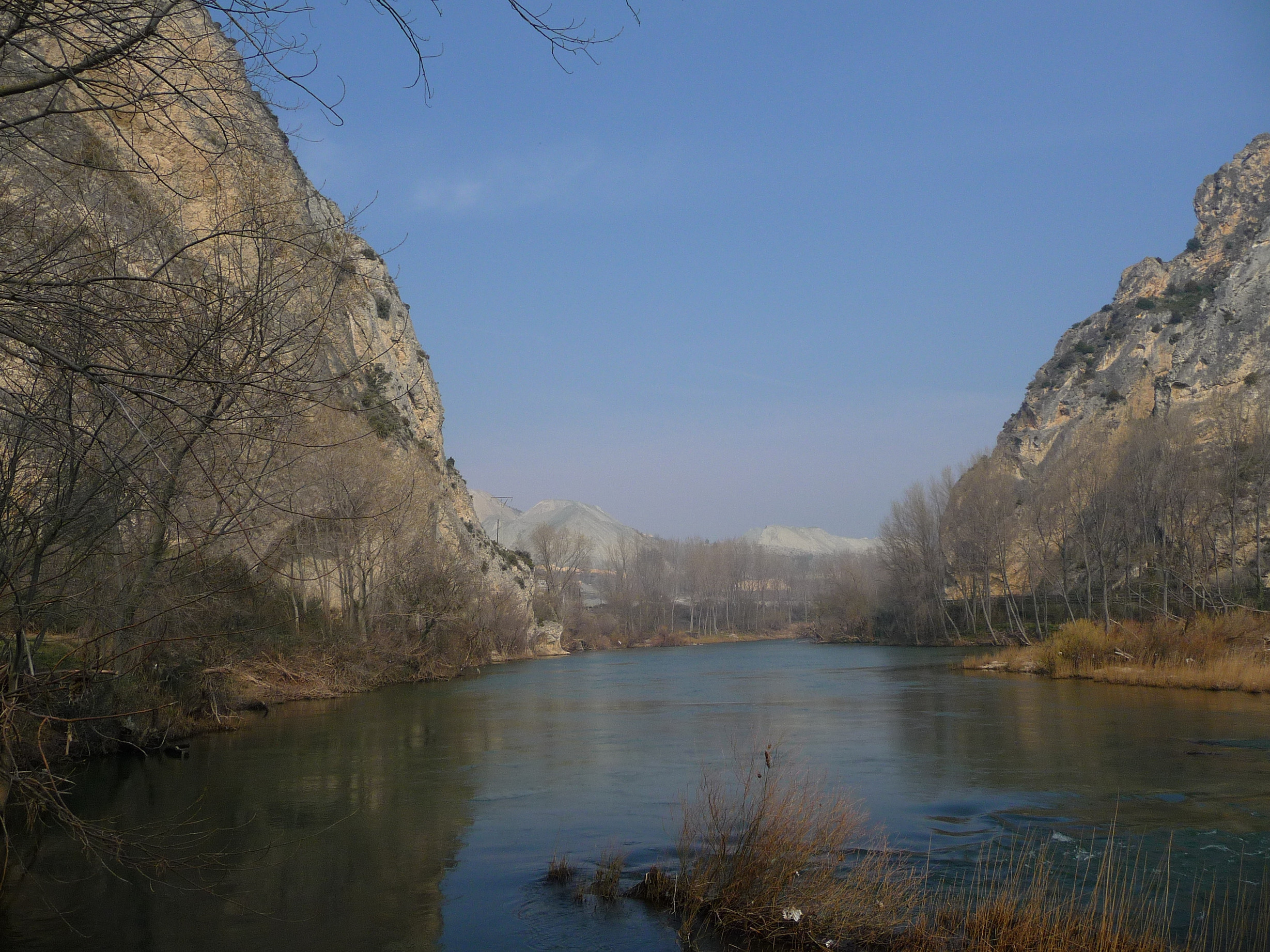
La passe des « Coquilles de Haro »

L'Èbre, vaste artère de circulation orientée grosso modo vers le sud-est, atteint l'Alava près de San Martín de Don quand elle marque une première fois la limite de la province avec celle de la Castille-et-León, plus de 10 km en amont de Miranda de Ebro. 
Sauf de courtes échappées dans l'une ou l'autre provinces, elle marque cette frontière jusqu'à Lacorzanilla, où elle reçoit le Zadorra, son premier gros affluent de rive gauche et un cours d'eau majeur pour l'Alava (voir ci-dessous). 

Entre Lacorzanilla et Logroño, l'Èbre marque la limite de l'Alava avec la communauté autonome de la Rioja. C'est la zone des « Coquilles de Haro » (es), un canal naturel creusé dans le calcaire par la rivière. 

Elle quitte ensuite le Pays basque, remplacé par la Navarre.
Son trajet en bord de territoire s'est imprimé sur le physique du sud de l'Alava avec la vallée de l'Èbre (es) (aussi appelée dépression de l'Èbre), .

#### Le Zadorra
Une large part de la province fait partie du  bassin hydrographique du Zadorra, affluent de rive droite (côté nord) de l'Èbre. Le Zadorra coule d'abord en direction sud-ouest / nord-ouest jusqu'au réservoir d'Ullíbarri-Gamboa (es), puis en direction nord-est / sud-ouest. Il a de nombreux affluents, dont l'Ayuda (es).

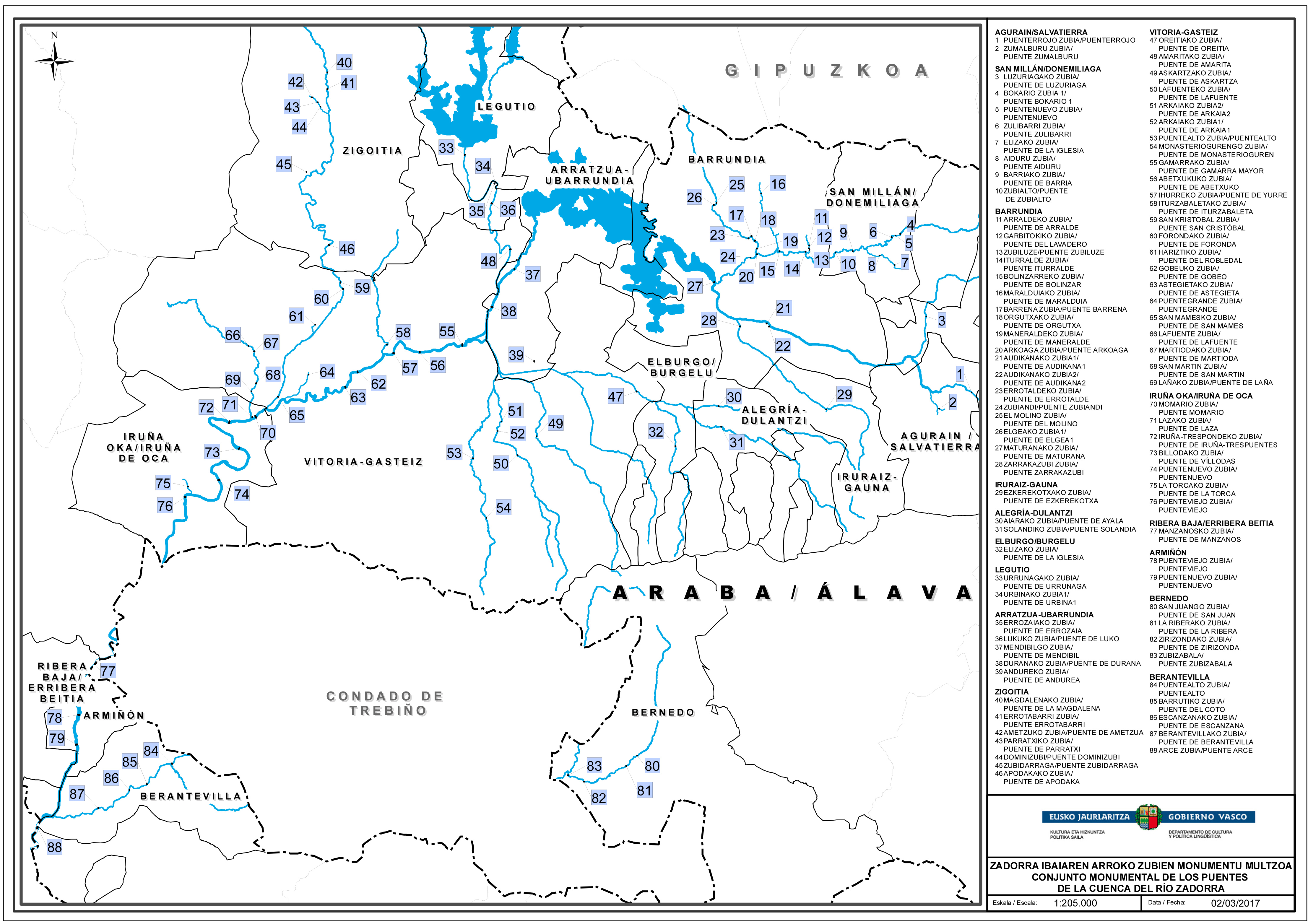
Le bassin du Zadorra et ses ponts

#### Autres affluents de l'Èbre
Voir la Liste des articles sur le système hydrologique de l'Èbre.
- L'Omecillo (es) coule dans l'ouest de la province. Il naît près de Gurendes (municipalité de Valdegovía), de la réunion de plusieurs petits cours d'eau venant du massif de Gorobel / Salbada et du massif d'Árcena[6]. Il rejoint l'Èbre environ 500 m en aval de Bergüenda (Avala)[7]. Avec comme affluent :
  - Le Tumecillo (es)

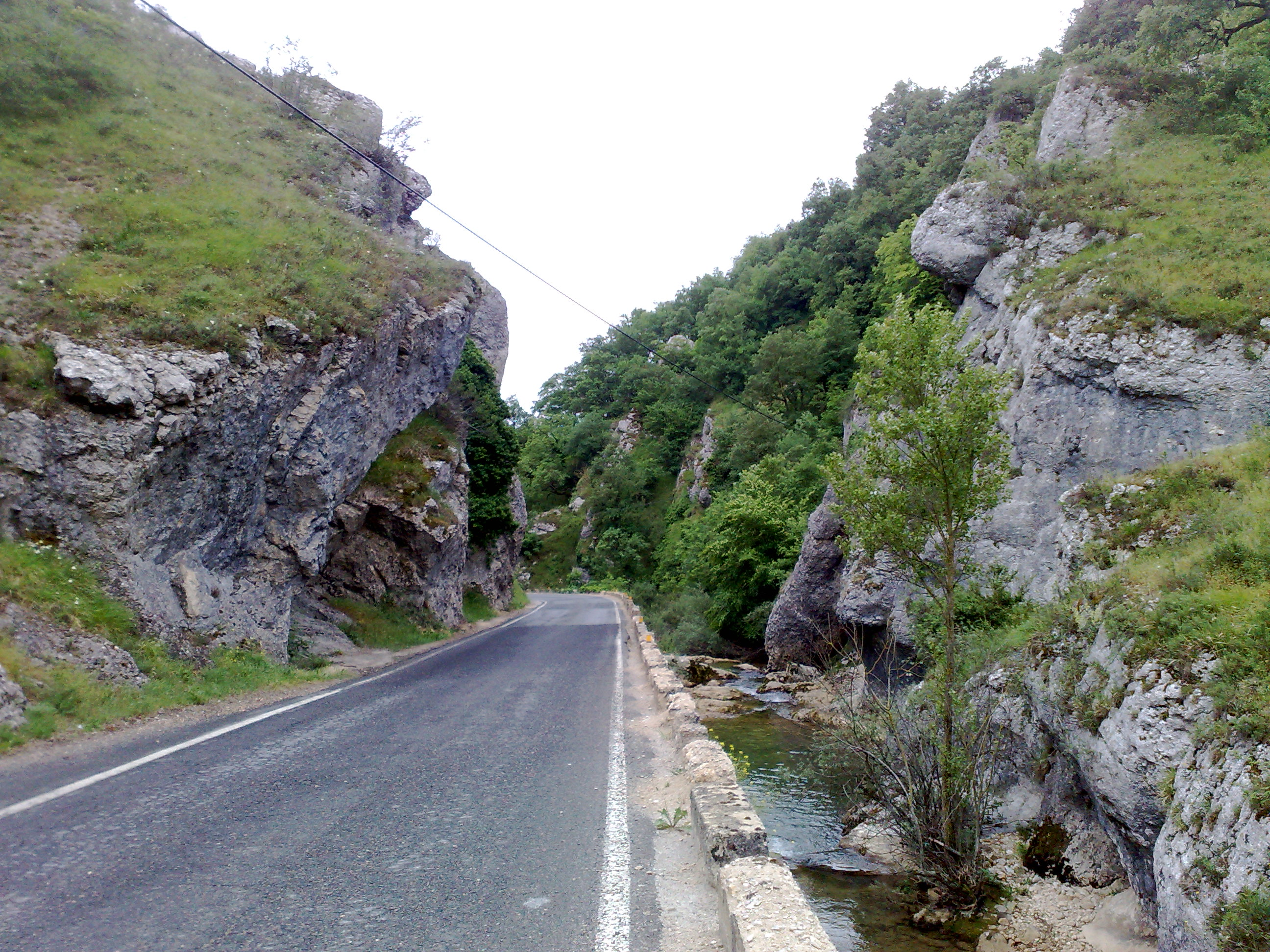
Gorges de l'Igoroin
(Istora Galbarra)

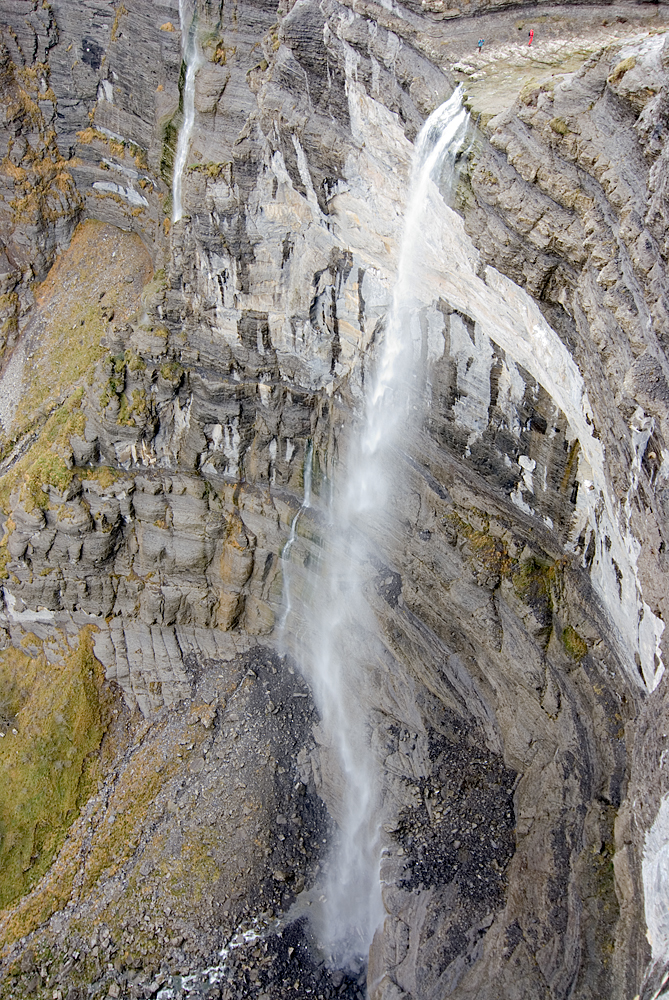
Chute du Nervion

- Le Bayas (es) conflue sur Miranda de Ebro, province de Burgos, communauté autonome de Castille-et-León),
- L'Ega :
  - l'Istora Galbarra, un sous-affluent de l'Èbre pat l'Ega, porte trois autres noms avant de rejoindre l'Ega. Il coule entièrement en pays basque. Naissant près de Róitegui sous le nom de Musitu (Musitu Erreka)[8], il coule vers le sud-ouest jusqu'à l'ermitage de Saint-Toribio (ermita de Santo Toribio) à environ 500 m au nord de Cicujano. Puis il coule plein sud, arrose Cicujano et, en aval de cette ville, il devient l'Igoroin (Igoroin Erreka)[9]. Continuant vers le sud, il rejoint Maestu à la pointe nord-est du parc naturel d'Izki où la A-132 vient emprunter sa vallée. L'Igoroin coule ensuite dans le parc d'Izki pour un peu plus de 1 km, puis il longe la bordure nord-est du parc jusqu'à l'approche d'Antoñana. Mais quelque part le long du parc, il devient le Berrón[9].
- L'Inglares (es) prend source dans la chaîne de Cantabrie (es).

#### Autres cours d'eau
- L'Araquil (es), affluent de l'Arga (en Navarre), prend source près d'Araya et sort ensuite de l'Alava vers l'est.
- Le Nervion, qui se jette dans le golfe de Gascogne, naît à la limite des provinces d'Alava à l'est et de Burgos à l'ouest. Son parcours vers le nord inclut la chute du Nervion, plus haute chute de la péninsule à 222 m de hauteur.
- L'Ibaizabal prend source à la frontière de l'Alava et de la province de Biscaye. Il rencontre le Nervion à Basauri pour former la rivière de Bilbao.

Quelques cours d'eau en Alava
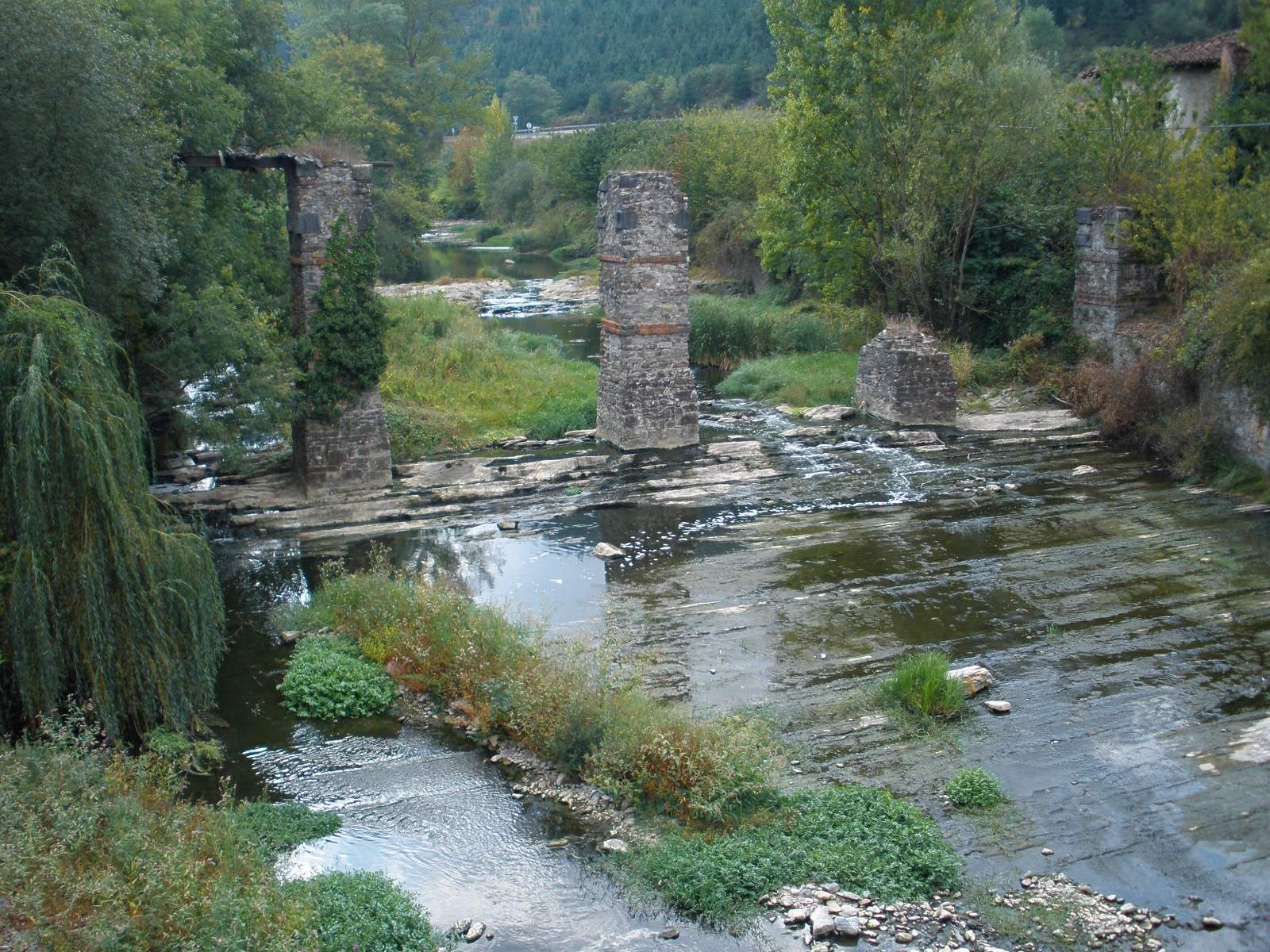
Le Nervion / eu:Nerbioi au vieux pont de Luyando / eu:Luiaondo
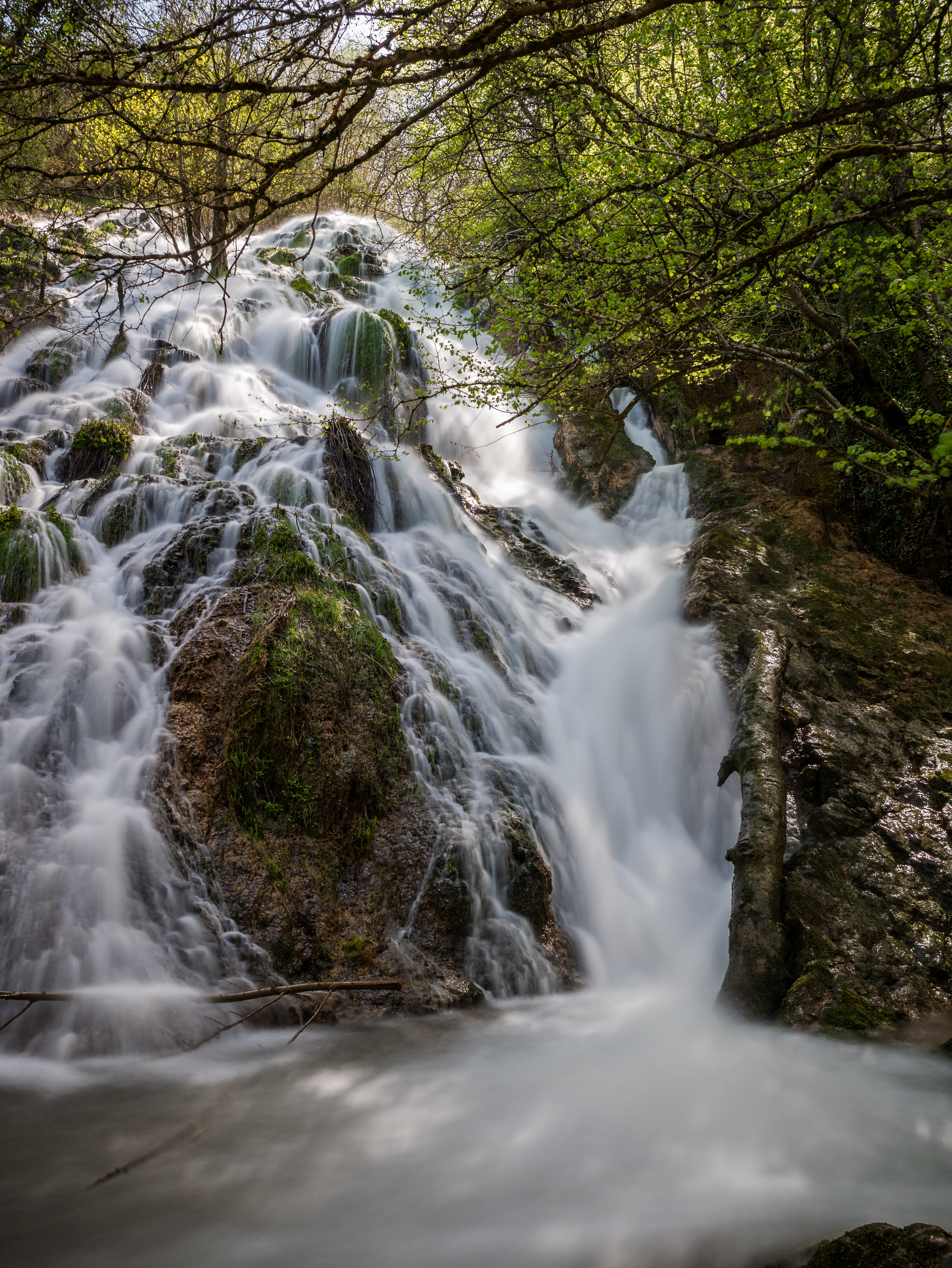
Cascade des Herrerías sur l'Inglares (es)[10], Berganzo, route de l'eau (es)
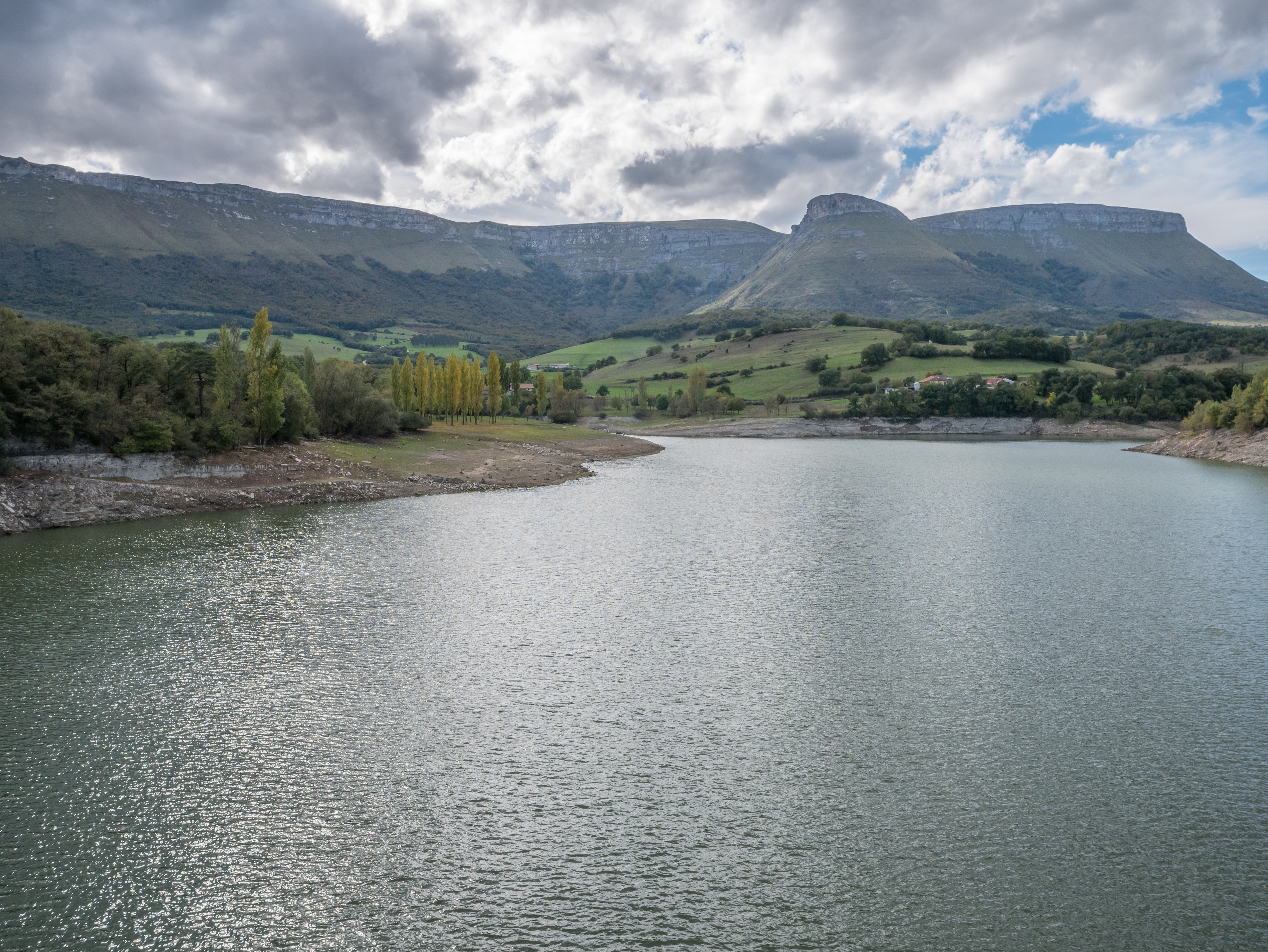
Le réservoir de Maroño (bassin du Nervion) et le massif de Gorobel / Salbada.
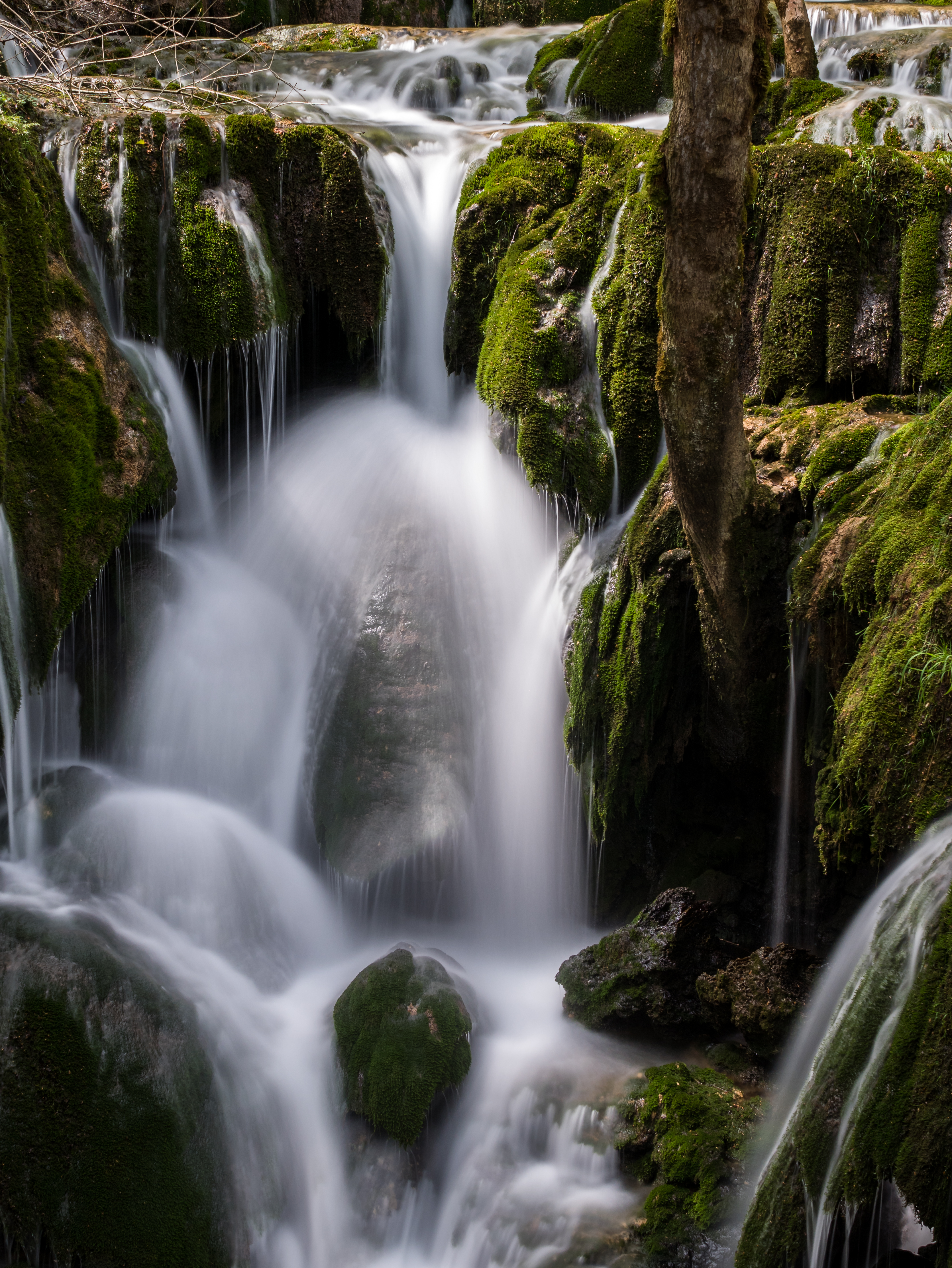
Cascade de Toberia à Andoin, massif d'Entzia
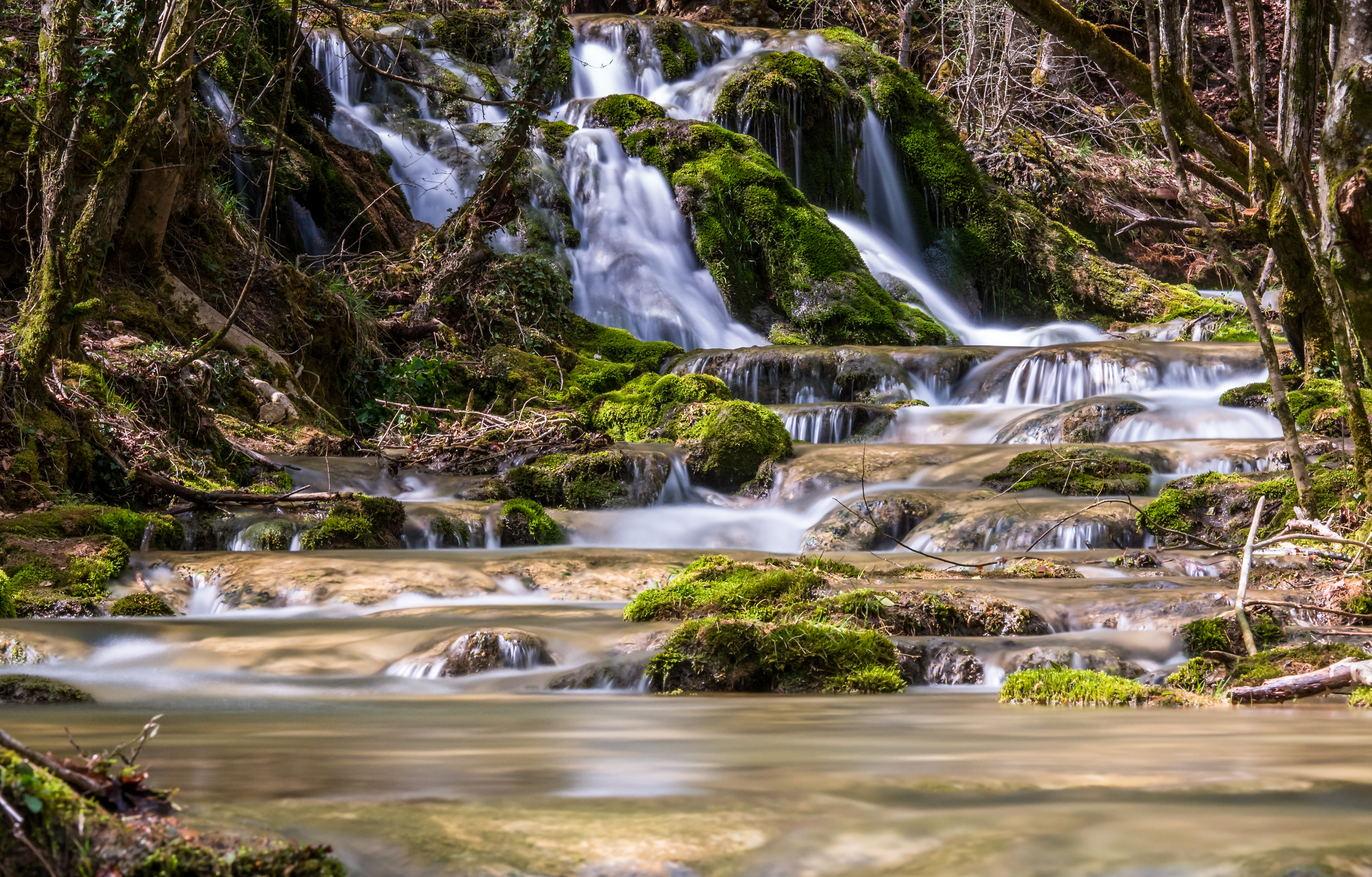
Cascade de Toberia, sur un petit affluent de rive gauche de l'Araquil (es)

## Histoire

Division territoriale en 1822 (en bleu) comparativement aux frontières actuelles (en noir).

Longtemps indépendante, l'Alava est rattachée en 1200 au royaume de Castille, sous réserve du maintien de ses privilèges et lois locales, les fors (fueros en espagnol).
En 1463, à l'issue de la guerre civile de Navarre, la partie sud de l'Alava actuel autour de Laguardia est rattachée à la Castille. La Division territoriale de l'Espagne de 1822 (en), qui divise l'Espagne en province conduit à la création de l'Alava. En 1833, la partie ouest comprenant Miranda de Ebro est rattachée à Burgos.

## Subdivisions

### Cuadrillas

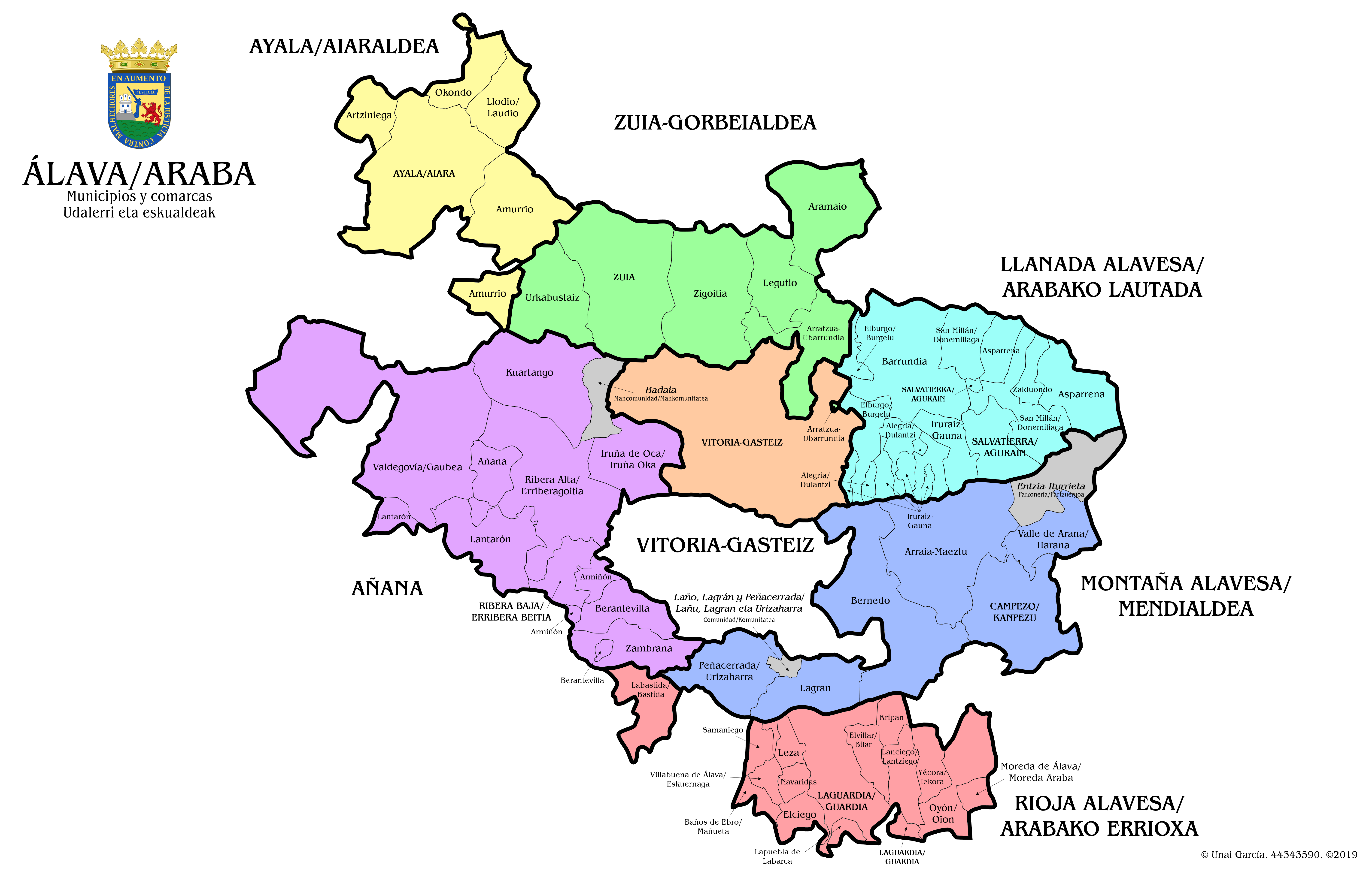
Municipalités et comarques d'Alava (2019)

La province d'Alava est subdivisée en sept cuadrillas ou kuadrila, comme les deux autres provinces de la Communauté autonome basque. Ces subdivisions correspondent aux comarques de la plupart des provinces espagnoles :
- Cuadrilla de Añana (en violet sur la carte ci-contre)
- Cuadrilla de Ayala/Aiaraldea (en jaune)
- Montagne Alavaise (en bleu)
- Rioja Alavaise (en rose)
- Cuadrilla de Salvatierra (en bleu clair)
- Cuadrilla de Vitoria-Gasteiz (coïncide avec la municipalité de Vitoria-Gasteiz) (en orange)
- Gorbeialdea (en vert)

### Communes
L'Alava compte 51 communes (municipios en espagnol).

## Culture

### Langue basque
Comme dans les deux autres provinces de la communauté autonome basque, le basque est coofficiel dans la province avec l'espagnol. L'Alava est la moins bascophone des sept provinces historiques du Pays basque.
La toponymie démontre une présence plus que millénaire du basque dans cette province. Le territoire d'Alava subit une débasquisation très lente, qui débuta au XIIIe siècle au sud de la Rioja alavaise, mais qui toucha seulement les environs de Vitoria-Gasteiz entre la fin du XVIIIe et du XIXe siècle, du sud vers le nord, au profit de la langue castillane. Les défaites des Basques durant la Première Guerre carliste (1833-1840) ne favorisèrent pas la cause de l'euskara.
La carte de Louis Lucien Bonaparte établie au XIXe siècle montre que la majeure partie de la province n'est plus bascophone. Seul le nord (à la frontière avec la Biscaye, du côté d'Aramaio et de Legutio) reste bascophone et rattaché linguistiquement à la zone dialectale du basque occidental ou biscayen. Il s'agit de la seule zone d'Alava où la transmission linguistique n'a pas été interrompue.
Une variété dialectale propre à l'Alava a probablement existé mais s'est éteinte depuis longtemps.
Un processus de rebasquisation est en cours depuis la fin du XXe siècle : de nos jours, le basque parlé en Alava est essentiellement la forme batua, enseignée dans les écoles et diffusée dans les médias. La progression de la compréhension du basque chez les moins de 25 ans est fulgurante, puisque tous les cours sont bilingues, mais l'usage courant reste, malgré les nombreux efforts des gouvernements successifs, essentiellement en espagnol.